# Yūsha
«Yūsha» es una canción del dúo japonés Yoasobi de su tercer EP, The Book 3 (2023). Fue lanzado el 29 de septiembre de 2023 a través de Sony Music Entertainment Japan y sirvió como tema de apertura de la serie de anime japonesa Sōsō no Frieren. La canción fue escrita por Ayase y basada en el cuento Sōsō de Jirō Kiso.

## Antecedentes y composición
En septiembre de 2022, se anunció por primera vez una adaptación al anime de la serie manga de Kanehito Yamada y Tsukasa Abe, Sōsō no Frieren. Un año después, el 1 de septiembre de 2023, el anime lanzó el tercer tráiler, mostrando sus temas de apertura y cierre, titulados "Yūsha" de Yoasobi y "Anytime Anywhere" de Milet, respectivamente. El mismo día, el dúo también anunció su tercer EP, The Book 3, que se lanzará el 4 de octubre, en la que "Yūsha" aparece como la primera pista. El 27 de septiembre, el dúo anunció que "Yūsha" se lanzaría como sencillo en plataformas de transmisión y música digital los próximos dos días, el mismo día del estreno de los primeros cuatro episodios de dos horas.
"Yūsha" proviene de un cuento titulado Sōsō (奏送, iluminado. 'enviar música'), escrito por Jirō Kiso y supervisado por el escritor del anime Yamada, que cuenta sobre el protagonista Frieren visita un pequeño pueblo llamado "Ciudad de la Música". cinco años después de la muerte del valiente Himmel. Recibe una difícil petición de una anciana que conoce en un lugar lleno de música. A pesar de los sonidos funky y beat, la canción incorpora los cambios emocionales y los recuerdos del personaje principal Frieren hacia el héroe, expresando la atmósfera solitaria y melancólica del anime.

## Promoción y video musical
Antes del lanzamiento de "Yūsha", Yoasobi, junto con Milet, aparecieron en el evento de proyección completo de Sōsō no Frieren a través de la pantalla el 23 de septiembre de 2023. Dieron entrevistas sobre los temas en un episodio especial del programa matutino Zip!. Colaboró con el anime del día siguiente, así como con la edición de noviembre de la revista Oggi.
Un vídeo musical que acompaña a "Yūsha" se estrenó el 29 de septiembre de 2023 a las 23:00 JST, después de la transmisión especial de dos horas de los primeros cuatro episodios de Sōsō no Frieren. Fue dirigida por Keiichirō Saitō y producida por Madhouse, quienes trabajaron en el anime. El vídeo musical muestra una aventura del heroico grupo formado por Frieren, el valiente Himmel, el guerrero Eisen y el sacerdote Heiter con las mismas imágenes que el anime.